# Поддубровка (Липецька область)
Поддубровка (рос. Поддубровка) — село в Усманському районі Липецької області Російської Федерації.
Населення становить 1013  осіб. Належить до муніципального утворення Поддубровська сільрада.

## Історія
З 13 червня 1934 до 1954 року у складі Воронезької області. Відтак входить до складу Липецької області.
Згідно із законом від 2 липня 2004 року №114-оз органом місцевого самоврядування є Поддубровська сільрада.

## Населення
| 1850 | 1911  | 2008 | 2010  | 2011  |
| ---- | ----- | ---- | ----- | ----- |
| 923  | ↗2764 | ↘967 | ↗1013 | →1013 |